# Felipa de Souza
Filipa de Sousa (Tavira, Portugal, 1556 - Brasil, 1600) va ser condemnada per «pràctiques nefandes» per la Inquisició en la colònia portuguesa de Brasil. S'ha donat el seu nom al premi dels drets humans de la Comissió Internacional Gai i Lèsbica de Drets Humans.

## Vida
Encara a Portugal, De Sousa va ser expulsada per sodomia d'un convent de monges. Va arribar a Brasil en una data ignorada. Vídua, alfabetitzada (fet poc comú en l'època), es va casar en segones núpcies amb Francisco Pires, paleta de professió, a Salvador.

El 1591 la Inquisició portuguesa va començar a visitar el nord-est de Brasil. El seu centre estava a Salvador, llavors la capital de la colònia. El 20 d'agost de 1591, Paula de Sequeiro, una cristiana vella de 40 anys, acusada de possessió d'un llibre prohibit, va ser una de les primeres a confessar els seus pecats davant de la Inquisició. En la seva confessió al pare Heitor Furtado de Mendonça va esmentar a la vídua Filipa de Sousa com algú amb la qual havia compartit molts moments de passió corporal i afirmava que rebia d'ella cartes d'amor des de feia dos anys. 
| « | Estando ela confessante em sua casa nesta cidade, veio a ela a dita e ambas tiveram ajuntamento carnal uma com a outra por diante e ajuntando seus vasos naturais um com o outro, tendo deleitação e consumando com efeito o cumprimento natural de ambas as partes como se propriamente foram homem com mulher. | Mentre ella estava confessant a casa en aquesta ciutat, va entrar la mencionada i totes dues van tenir una trobada carnal entre si i van ajuntar els seus gots naturals entre si, amb delectació i consumant amb efecte el compliment natural d'ambdues parts com si pròpiament fossin home amb dona. | » |

Conscients que el «crim vergonyós i anormal de la sodomia» estava castigat amb la pena de mort, però que les confessions despertaven la simpatia dels inquisidors, moltes dones, portades pel pànic, van confessar relacions amb De Sousa.
En aquella època hi havia 29 dones acusades del mateix delicte a la capitania de Bahia. De Sousa va haver d'aixecar molta desconfiança al poble que era Salvador, ja que va ser l'única de les acusades que va haver d'aparèixer davant el tribunal. Durant el judici va confessar tenir relacions íntimes amb De Sequeiro i va declarar sense vergonya que aquesta relació l'havia ofert molt amor i afecte corporal.
Va ser declarada culpable i la seva pena va ser més lleu que la que li hagués caigut a Europa per a un delicte similar. El 4 de gener de 1592 va ser condemnada a l'exili. Descalça, vestida amb una senzilla túnica i portant una espelma encesa a la mà va haver d'escoltar els seus delictes a la catedral, després va ser lligada al costell i flagel·lada de forma pública, fent d'exemple per a tots els habitants. Com a penitència, se li va ordenar dejunar pa i aigua quinze divendres i nou dissabtes. Després va ser expulsada de l'estat de Bahia per emportar-se «els seus vicis i mala reputació». A més d'aquests càstigs, el deshonor i la humiliació pública, va haver de pagar els costos del judici, 992 rals, la qual cosa equivalia al sou mensual d'un mariner o tres mesos d'un treballador.
La seva acusadora va tenir una pena més lleu, es creu que per ser esposa del proveïdor d'Hisenda, va ser condemnada a només sis dies de presó i a pagar 50 croats de multa, així com a dues aparicions públiques com a reva, a més d'algunes penitències.
La història va ser descoberta pel professor i antropòleg brasiler Luiz Mott.

## Homenatges
En el seu honor, per haver estat la dona més humiliada i castigada del Brasil colonial, el 1998 es va donar el seu nom a l'ONG Felipa de Souza. Per la mateixa raó, la Comissió Internacional Gai i Lèsbica de Drets Humans va instituir el premi Felipa de Souza, principal distinció internacional dels drets humans de la comunitat LGBT